# 白带雀鲷
白带雀鲷（学名：Pomacentrus albifasciatus）为雀鲷科雀鲷属的鱼类。分布于太平洋西部和中部、北至日本琉球群岛、台湾岛以及南海诸岛等。